# Теорема на Бейс
Теорема на Бейс по името на Томас Бейс (Thomas Bayes) се използва в теорията на вероятностите за изчисляване на вероятността за настъпване на дадено събитие, след като вече е известна част от информацията за него.

## Формулировка
{\displaystyle P(A|B)={\frac {P(B|A)P(A)}{P(B)}}},
където
{\displaystyle P(A)} – вероятност за настъпване на събитието A;
{\displaystyle P(A|B)} – Условна вероятност за настъпване на събитието A при положение, че събитието B е настъпило (апостериорна вероятност);
{\displaystyle P(B|A)} – Условна вероятност за настъпване на B при положение, че A е настъпило;
{\displaystyle P(B)} – вероятност за настъпване на събитието B.

## Извод
За да изведем теоремата, трябва да напишем определението за условна вероятност. Вероятността за настъпване на събитието A при положение, че B вече е настъпило е:
{\displaystyle P(A|B)={\frac {P(A\cap B)}{P(B)}}.}
Аналогично, вероятността за настъпване на B при положение, че A се е сбъднало е:
{\displaystyle P(B|A)={\frac {P(A\cap B)}{P(A)}}.\!}
Като комбинираме двете уравнения, получаваме:
{\displaystyle P(A|B)\,P(B)=P(A\cap B)=P(B|A)\,P(A).\!}
Тази лема понякога се намира „правило за умножение на вероятности“ Остава да разделим на P(B), при положение, че тази вероятност не е нулева, за да получим Теоремата на Бейс:
{\displaystyle P(A|B)={\frac {P(B|A)\,P(A)}{P(B)}}.\!}

## Примери

### Тест за болест
Задача: Фармацевтична компания произвежда тест, за който се твърди че е надежден: ако пациентът е болен, този тест в 99% от случаите ще даде положителен резултат, а ако пациентът е здрав, в 99% от случаите тестът ще е отрицателен. Ако тази болест засяга 0,5% от населението, то каква е вероятността пациентът да е болен, ако тестът е положителен?
Решение:
- Означаваме с Pr(B) вероятността даден пациент да е болен, която според данните от задачата е равна на 0.005
- Означаваме с Pr(Z) вероятността даден пациент да е здрав, която е очевидно 0.995
- Означаваме с Pr(+|B) вероятността тестът да даде положителен резултат, ако пациентът е болен, т.е. 0.99
- Означаваме с Pr(+|Z) вероятността тестът да даде положителен резултат, a пациентът да е здрав, т.е. 0.01
- Означаваме с Pr(+) тестът да даде положителен резултат, независимо дали пациентът е болен или не
- Търсената вероятност е Pr(B|+) т.е. вероятността пациентът да е болен, ако тестът е положителен

По теоремата на Бейс:
{\displaystyle \Pr(B|+)={\frac {\Pr(+|B)\,\Pr(B)}{\Pr(+)}}.\!}
Вероятността Pr(+) е равна на вероятността тестът да е положителен, независимо дали пациентът е здрав или болен. Тази вероятност е равна на вероятността тестът да е положителен и пациентът да е болен, плюс вероятността тестът да е положителен, а пациентът да е здрав.
Или:
{\displaystyle \Pr(+)=\Pr(+\cap B)+\Pr(+\cap notB)\!} (теорема)
Понеже
{\displaystyle Z=notB\!}
Следва
{\displaystyle \Pr(+)=\Pr(+\cap B)+\Pr(+\cap Z)\!}
{\displaystyle \Pr(+)=\Pr(+|B)\Pr(B)+\Pr(+|Z)\Pr(Z)\!}
Или търсената вероятност е:
{\displaystyle \Pr(B|+)={\frac {\Pr(+|B)\,\Pr(B)}{\Pr(+|B)\Pr(B)+\Pr(+|Z)\Pr(Z)}}\!}
{\displaystyle \Pr(B|+)={\frac {0.99\,\times \,0.005}{0.99\,\times \,0.005+0.01\,\times \,0.995}}\!}
или в крайна сметка:
{\displaystyle \Pr(B|+)=0.33}
Което означава, че вероятността даден пациент да е болен, ако тестът е положителен е само около 33%, което не е практично за нуждите на медицината, т.е. въпреки впечатляващите вероятности в условието, тестът е слаб. Това означава, че тестовете за болести следва да се произвеждат с точност, много по-голяма от 99%.

## Анти-спам филтри
Съществуват анти-спам филтри за електронна поща, основаващи се на теоремата на Бейс. Тези програми изчисляват вероятността дадено електронно съобщение да е спам по следния начин:
{\displaystyle \Pr(\mathrm {spam} |\mathrm {words} )={\frac {\Pr(\mathrm {words} |\mathrm {spam} )\Pr(\mathrm {spam} )}{\Pr(\mathrm {words} )}}}
Където {\displaystyle \Pr(\mathrm {spam} |\mathrm {words} )} е вероятността дадено съобщение да е спам, при положение че съдържа определени думи и изрази в него, {\displaystyle \Pr(\mathrm {words} |\mathrm {spam} )} е вероятността тези думи или изрази да се съдържат в спам-съобщение, {\displaystyle \Pr(\mathrm {spam} )} е броят на спамовете към общия брой на съобщенията, т.е. вероятността всяко съобщение да е спам, а {\displaystyle \Pr(\mathrm {words} )} е вероятността тези думи да бъдат намерени в нормално електронно съобщение. Идеята е предложена за пръв път от английския програмист Пол Греъм.